# Faggen
Faggen ist eine Gemeinde mit 393 Einwohnern (Stand 1. Jänner 2024) im Bezirk Landeck, im Bundesland Tirol (Österreich). Die Gemeinde ist Teil des Gerichtsbezirks Landeck.
Die Gemeinde gehört zum Naturpark Kaunergrat.

## Geografie
Faggen ist die flächenmäßig kleinste Gemeinde des Oberen Gerichts, dem oberen Abschnitt des Oberinntals, und liegt großteils auf dem Schwemmkegel des vom Kaunertal her fließenden Faggenbachs. Der romanische Ortsname bedeutet „Ort im Gebiet des Überschreitens eines in Arme geteilten Wassers“. Das Gemeindegebiet umfasst auch vereinzelte Weiler nördlich des Dorfkerns.
Die Weiler lauten auf: Außergufer, Untergufer, Obergufer, Innergufer, Oberfaggen, Unterfaggen, Prutz.
Nachbargemeinden sind:
|       | Fließ                                       |            |
|       | Kompassrose, die auf Nachbargemeinden zeigt | Kaunerberg |
| Prutz |                                             | Kauns      |

## Geschichte
Die Ersterwähnung erfolgte 1288 als Travakke. Der Name geht womöglich auf keltisch *trebakka zurück.
Faggen war ursprünglich Teil des Gerichtsbezirks Ried in Tirol und wurde nach dessen Auflösung 1978 Teil des Gerichtsbezirk Landeck.

### Bevölkerungsentwicklung
| Faggen: Einwohnerzahlen von 1869 bis 2024           | Faggen: Einwohnerzahlen von 1869 bis 2024 | Faggen: Einwohnerzahlen von 1869 bis 2024 | Faggen: Einwohnerzahlen von 1869 bis 2024 | Faggen: Einwohnerzahlen von 1869 bis 2024 |
| --------------------------------------------------- | ----------------------------------------- | ----------------------------------------- | ----------------------------------------- | ----------------------------------------- |
| Jahr                                                |                                           |                                           |                                           | Einwohner                                 |
| 1869                                                | 1869                                      |                                           | 147                                       | 147                                       |
| 1880                                                | 1880                                      |                                           | 154                                       | 154                                       |
| 1890                                                | 1890                                      |                                           | 146                                       | 146                                       |
| 1900                                                | 1900                                      |                                           | 133                                       | 133                                       |
| 1910                                                | 1910                                      |                                           | 141                                       | 141                                       |
| 1923                                                | 1923                                      |                                           | 144                                       | 144                                       |
| 1934                                                | 1934                                      |                                           | 135                                       | 135                                       |
| 1939                                                | 1939                                      |                                           | 136                                       | 136                                       |
| 1951                                                | 1951                                      |                                           | 156                                       | 156                                       |
| 1961                                                | 1961                                      |                                           | 162                                       | 162                                       |
| 1971                                                | 1971                                      |                                           | 193                                       | 193                                       |
| 1981                                                | 1981                                      |                                           | 247                                       | 247                                       |
| 1991                                                | 1991                                      |                                           | 258                                       | 258                                       |
| 2001                                                | 2001                                      |                                           | 280                                       | 280                                       |
| 2011                                                | 2011                                      |                                           | 370                                       | 370                                       |
| 2021                                                | 2021                                      |                                           | 387                                       | 387                                       |
| 2024                                                | 2024                                      |                                           | 393                                       | 393                                       |
| Quelle(n): Statistik Austria, Gebietsstand 1.1.2021 |                                           |                                           |                                           |                                           |

## Kultur und Sehenswürdigkeiten
- Kapelle Maria Hilf in Unterfaggen

## Wirtschaft und Infrastruktur
Faggen ist eine sehr strukturschwache Gemeinde. Sie ist landwirtschaftlich geprägt, verfügt über keine Nahversorgung und bietet nur 26 Arbeitsplätze, wovon mehr als die Hälfte auf den Dienstleistungssektor entfallen (Stand 2011). Von den 166 Arbeitnehmern, die in diesem Jahr hier wohnten, pendelten fast neunzig Prozent aus.

## Politik

### Gemeinderat
Bei den Gemeinderatswahlen 2010, 2016 und 2022 trat nur eine Partei an:
| Partei                    | 2010 | 2010    | 2016 | 2016    | 2022 | 2022    |
| Partei                    | %    | Mandate | %    | Mandate | %    | Mandate |
| ------------------------- | ---- | ------- | ---- | ------- | ---- | ------- |
| Gemeinschaftsliste Faggen | 100  |         | 100  | 11      | 100  | 11      |

### Bürgermeister
Bürgermeister von Faggen ist Andreas Förg.

### Wappen
Das Wappen wurde der Gemeinde im Jahr 1986 verliehen. Es symbolisiert die früher aufgefächerte Mündung der Fagge in den Inn.

## Söhne und Töchter der Gemeinde
- Anton Sturm (1690–1757), Bildhauer des Barock und Rokoko
- Hubert Heiss (* 1955), österreichischer Botschafter in Frankreich